# Gmina Tomelilla
Gmina Tomelilla (szw. Tomelilla kommun) – gmina w Szwecji, w regionie Skania, z siedzibą w Tomelilla.
Pod względem zaludnienia Tomelilla jest 180. gminą w Szwecji. Zamieszkuje ją 12 561 osób, z czego 50,08% to kobiety (6290) i 49,92% to mężczyźni (6271). W gminie zameldowanych jest 375 cudzoziemców. Na każdy kilometr kwadratowy przypada 31,45 mieszkańca. Pod względem wielkości gmina zajmuje 202. miejsce.
Jedną z miejscowości w obrębie gminy Tomelilla jest Tryde.